# ROX Desktop
Der ROX Desktop ist eine Desktop-Umgebung für das X Window System rund um den Dateimanager ROX-Filer. ROX ist freie Software und wird unter der GNU General Public License herausgegeben.

## Geschichte
„ROX“ ist ein Akronym für „RISC OS on X Window System“. RISC OS wurde von Acorn für ihre Rechner mit ARM-Prozessoren (Advanced RISC Machine) entwickelt. RISC steht für „Reduced Instruction Set Computer“, eine Prozessorbauart. Der ROX-Desktop bietet Konzepte des RISC OS für Unix-Systeme. Entwickelt wird der ROX Desktop seit 1999, Hauptautor ist der Brite Thomas Leonard.

## Besonderheiten

### Alles ist eine Datei
Die Steuerung von ROX folgt dem Unix-Grundsatz, alles als Datei anzusehen. Dabei wird ausgiebig von Drag and Drop Gebrauch gemacht. So werden gewöhnliche Dateien, Geräte oder sogar Prozesse als Dateien und Anwendungen mit allen zugehörigen Komponenten als Ordner dargestellt. Somit kann Software per Drag and Drop installiert und gelöscht werden; auch die gleichzeitige Installation von zwei Versionen eines Programms ist kein Problem.

### Der ROX-Filer
Der Dateimanager ROX-Filer ist der Kern des ROX Desktop. Neben den Aufgaben zur Dateiverwaltung stellt der Filer auch Desktop-Symbole und Panels bereit. Da der ROX-Desktop kein „Startmenü“ kennt, ist der Filer auch die zentrale Anlaufstelle zum Programmstart.
Der ROX-Filer verwendet zur Steuerung keine Menüleisten. Stattdessen werden konsequent Kontextmenüs eingesetzt, um Dateien zu verwalten. Darüber hinaus bietet er eine mächtige Suchfunktion, bei der aus dem Programm heraus Abfragen wie
```
 mtime after 2 days ago and size > 10Mb
```

gesetzt werden können (Im Beispiel wird nach Dateien gesucht, die in den letzten zwei Tagen verändert wurden und größer als 10 Megabyte sind).
Der ROX-Filer kann auch unabhängig vom ROX-Desktop unter Desktop-Umgebungen wie KDE Plasma Workspaces oder Gnome eingesetzt werden.

### Speicherbedarf
Der ROX Desktop benötigt nur wenig Speicher und läuft wie zum Beispiel LXDE oder auch Xfce auf leistungsschwachen Rechnern, auf denen die KDE Plasma Workspaces oder Gnome nicht mehr produktiv eingesetzt werden können.

## Software für ROX
ROX basiert wie Gnome und Xfce auf dem GIMP-Toolkit als GUI. Mit OroboROX steht auch ein eigener schlanker Fenstermanager speziell für ROX zur Verfügung. Zu den Kernkomponenten des ROX-Desktops gehören auch der Sessionsmanager ROX-Session, ein Texteditor und ein Archivmanager. Daneben gibt es viele kleine Hilfsprogramme speziell für ROX. Zum schnellen Aufsetzen von Programmen wird das System „Zero Install“ verwendet.

## Verbreitung
Der ROX-Desktop gehört zum Umfang von unixoiden Systemen wie FreeBSD, OpenBSD (beide über Ports), NetBSD (über pkgsrc), bzw. Debian, Gentoo Linux, Mandriva Linux, Slackware, openSUSE und Ubuntu. Die Distribution Puppy Linux nutzt standardmäßig den ROX-Filer als Dateimanager.
Der ROX-Filer läuft auf dem PowerPC, auf Mac OS X und unter Cygwin auch auf Windows-Systemen.